# Castandet
Castandet ist eine französische Gemeinde mit 420 Einwohnern (Stand: 1. Januar 2022) im Département Landes in der Region Nouvelle-Aquitaine (vor 2016: Aquitanien). Sie gehört zum Arrondissement Mont-de-Marsan und zum Kanton Adour Armagnac.

## Geographie
Die Gemeinde Castandet liegt etwa 14 Kilometer südöstlich von Mont-de-Marsan in der historischen Provinz Gascogne. Umgeben wird Castandet von den Nachbargemeinden Pujo-le-Plan im Norden, Saint-Gein im Nordosten, Hontanx im Osten, Cazères-sur-l’Adour im Südosten, Bordères-et-Lamensans im Süden, Grenade-sur-l’Adour im Südwesten sowie Maurrin im Westen und Nordwesten.

## Geschichte
Die Gemeinde entstand 1315 als Bastide durch die Engländer.

## Bevölkerungsentwicklung
| Jahr                       | 1962 | 1968 | 1975 | 1982 | 1990 | 1999 | 2011 | 2021 |
| -------------------------- | ---- | ---- | ---- | ---- | ---- | ---- | ---- | ---- |
| Einwohner                  | 431  | 433  | 397  | 384  | 375  | 413  | 398  | 413  |
| Quellen: Cassini und INSEE |      |      |      |      |      |      |      |      |

## Sehenswürdigkeiten
- Kirche Saint-Vincent-de-Xaintes aus dem 19. Jahrhundert
- Schloss Castandet

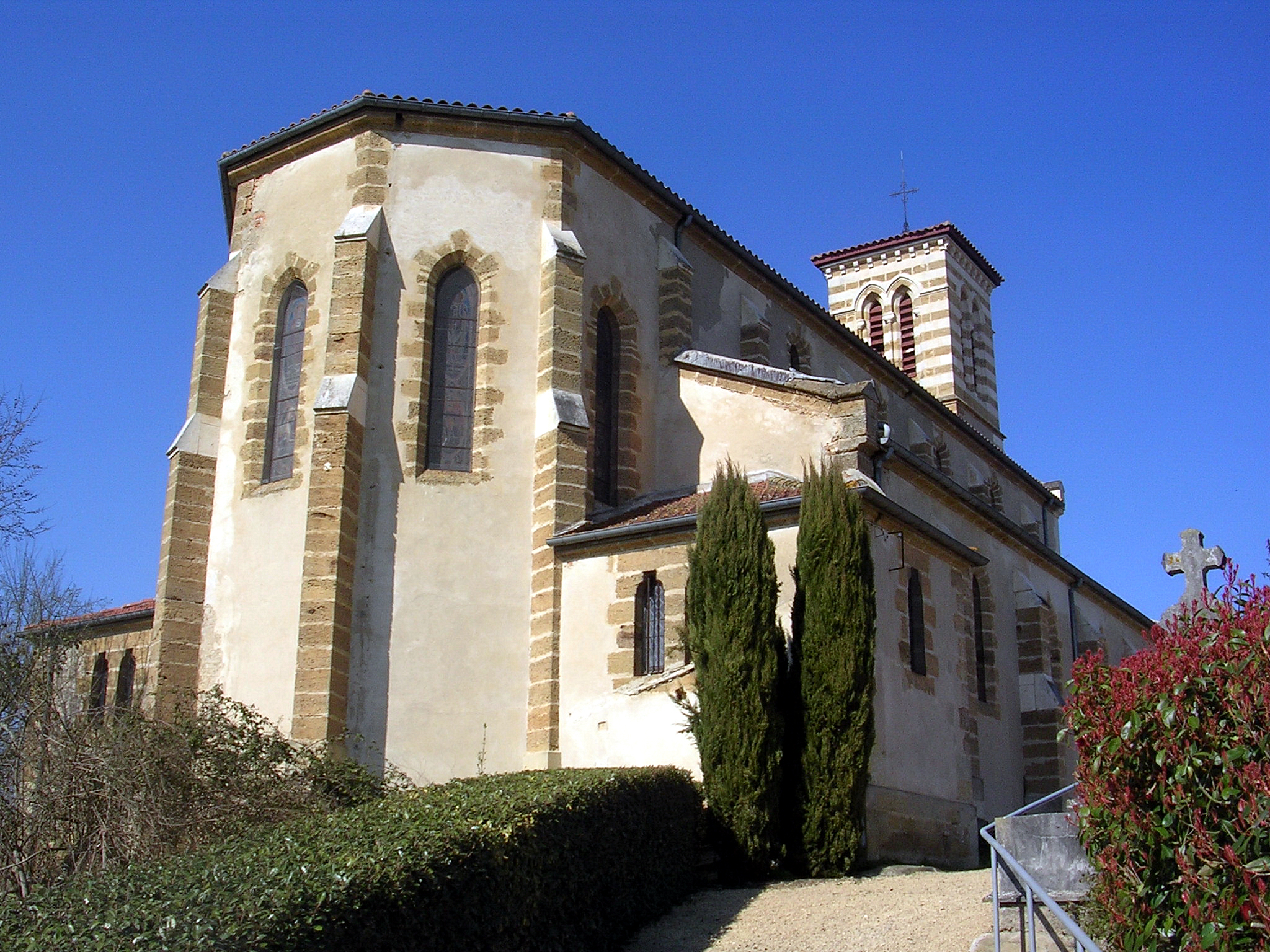
Kirche Saint-Vincent-de-Xaintes
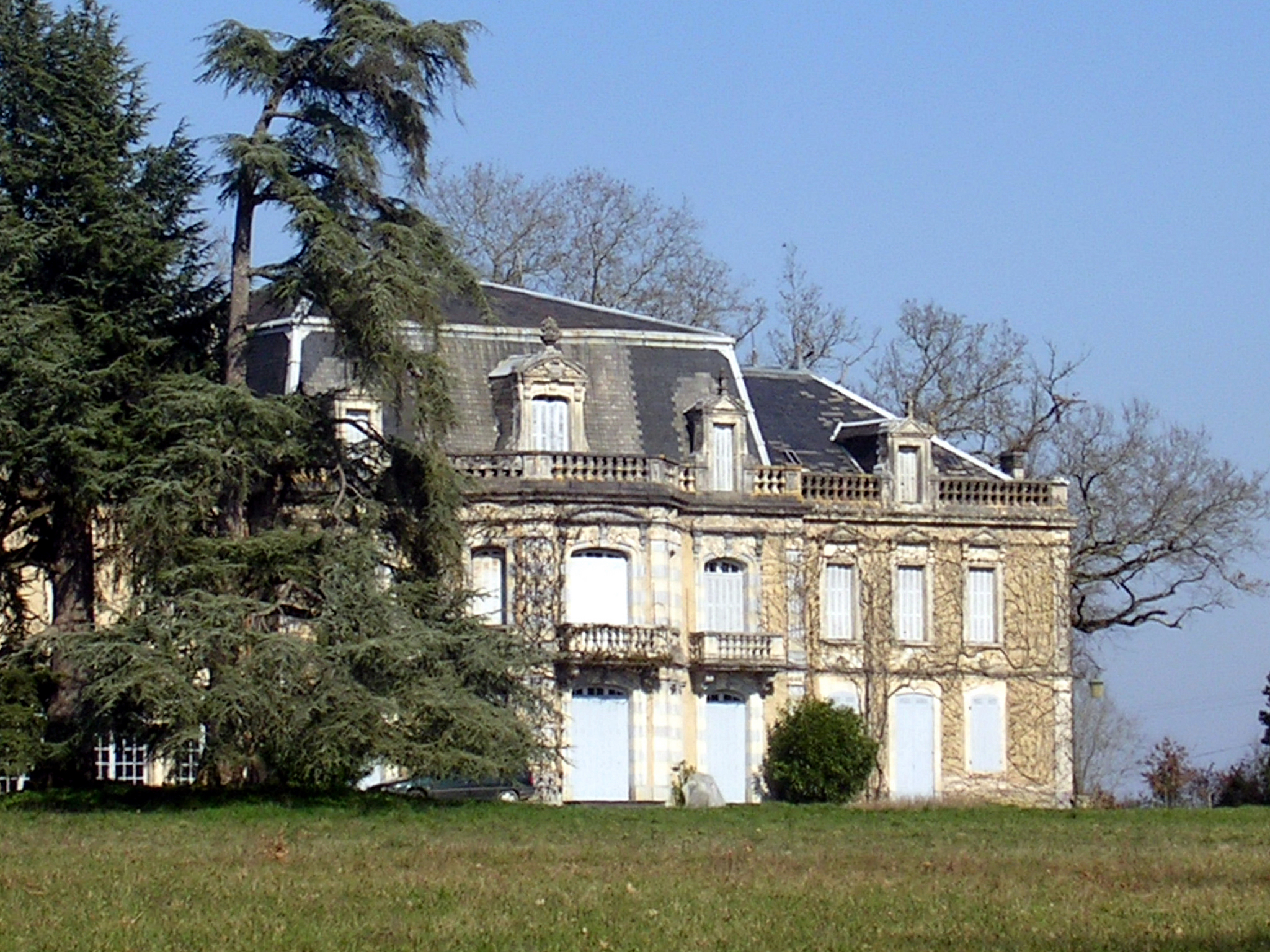
Schloss Castandet

## Gemeindepartnerschaft
Mit der oberelsässischen Gemeinde Hombourg besteht eine Partnerschaft.